# 台湾穴子蕨
台湾穴子蕨（学名：Prosaptia urceolaris）为禾叶蕨科穴子蕨属下的一个种。

## 扩展阅读
- 維基物種上的相關：台湾穴子蕨